# خژلیتسه
خژلیتسه (به لهستانی:  Chrzelice) یک منطقهٔ مسکونی در لهستان است که در گمینا بیاوا (استان اوپوله) واقع شده‌است. خژلیتسه ۶۵۴ نفر جمعیت دارد.